# Hagensche Villa
Die Hagensche oder auch von Hagensche Villa, die für Christian Friedrich Leopold vom Hagen 1907/1908 erbaut wurde, steht im Augustusweg 105 im Stadtteil Oberlößnitz der sächsischen Stadt Radebeul. Die mitsamt Einfriedung und Garten unter Denkmalschutz stehende Villa wurde durch den Architekten Oskar Menzel entworfen. Nach den späteren Besitzern heißt das Gebäude auch Villa Erdmannsdorff.

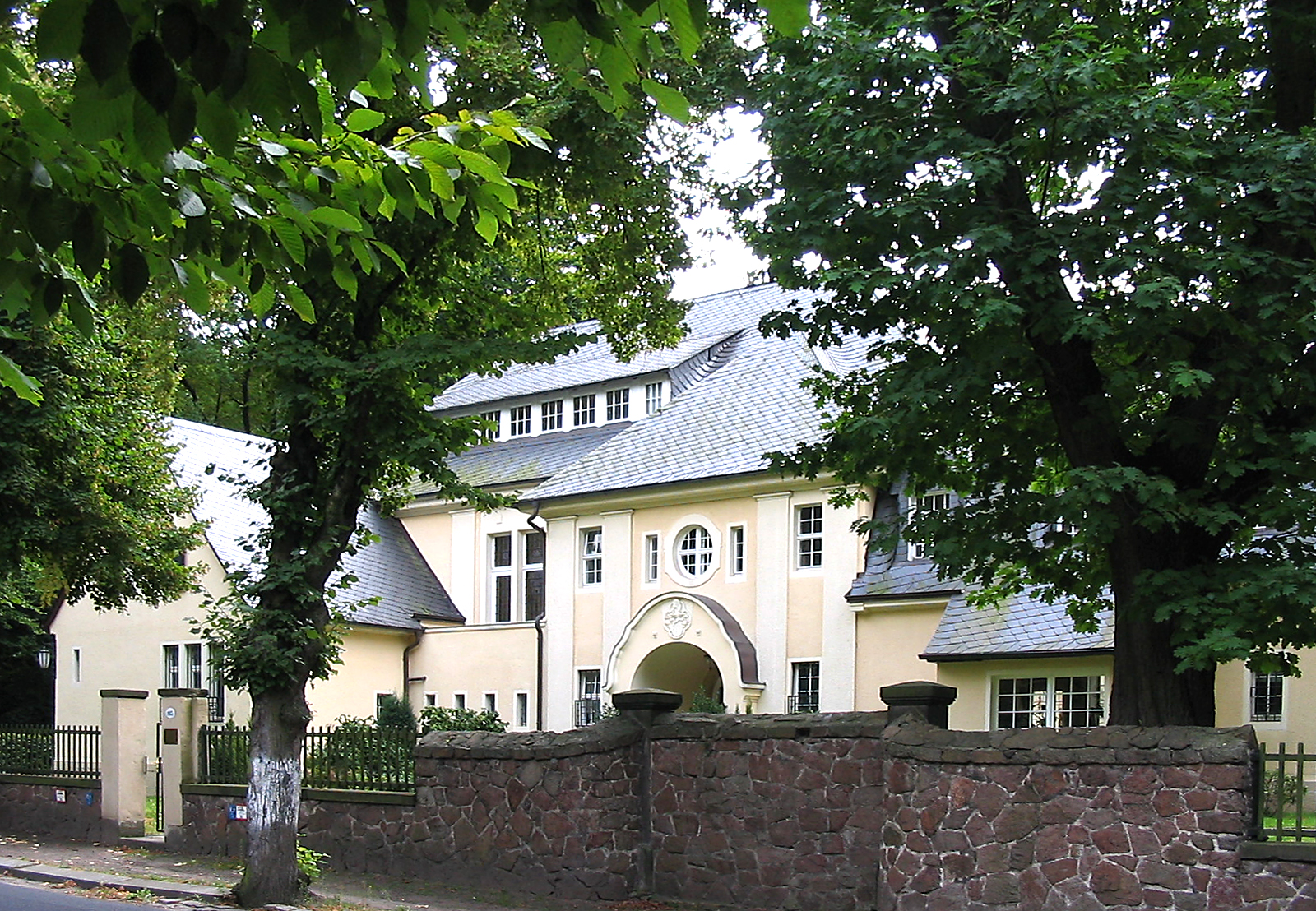
Von Hagensche Villa

## Beschreibung

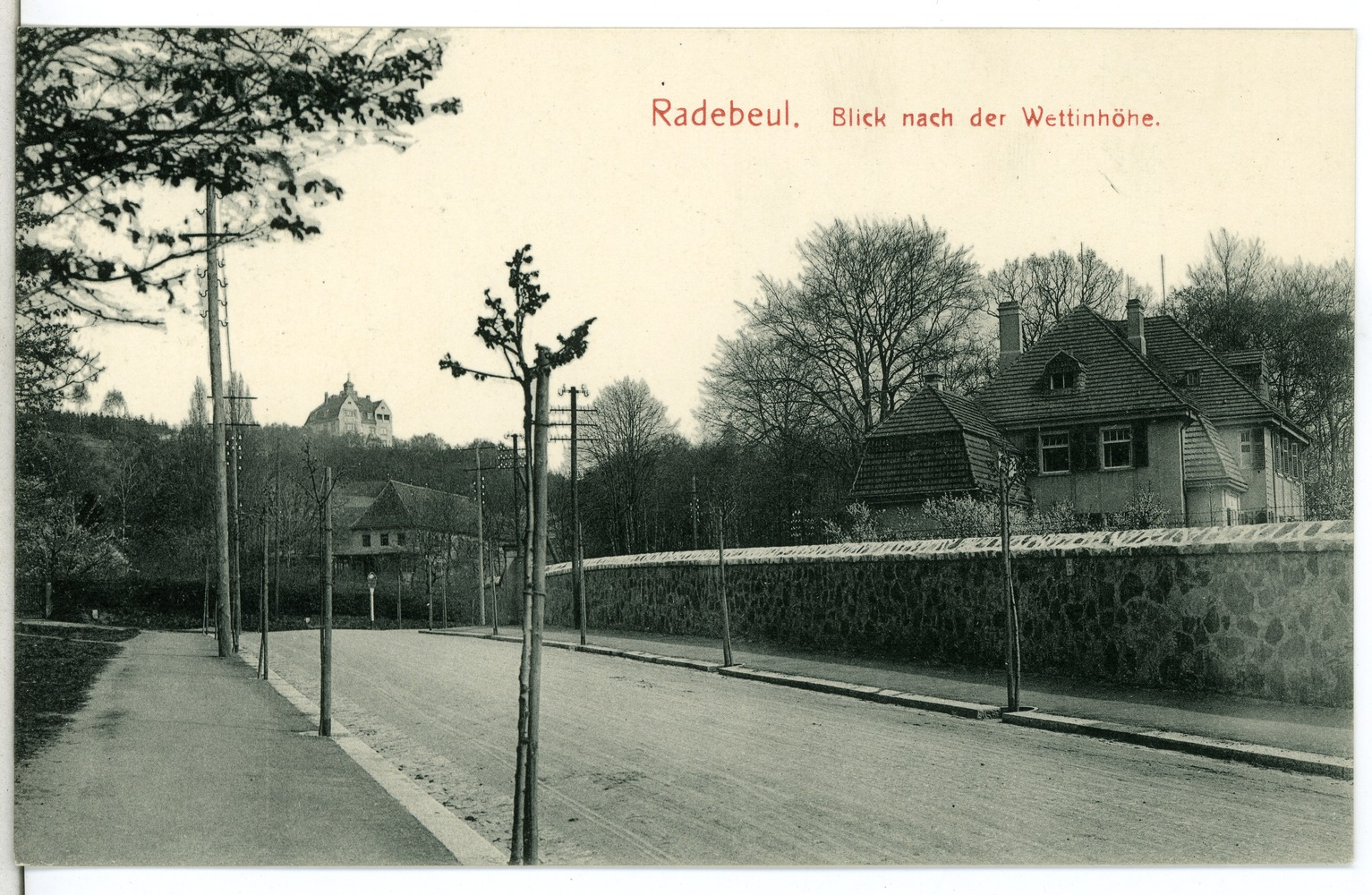
Hagensche Villa von der Rückseite, 1911. Blick zum Kurhaus Wettin

Das größere, zweigeschossige und „malerisch gruppierte[…] Landhaus im Reformstil der Zeit um 1910“ besteht aus einem Hauptbaukörper mit Risalit und Walmdach sowie mehreren Anbauten, die Satteldächer beziehungsweise Mansarddächer tragen. An einem der Anbauten befindet sich wiederum ein konvexer Standerker. Der Putzbau steht in einem weitläufigen Parkgrundstück, das als denkmalpflegerische Nebenanlage eingestuft ist. Dessen Einfriedung besteht aus Holzzaunfeldern auf einer Bruchsteinmauer.
Der Eingangsvorbau in der Straßenansicht hat einen Rundbogen unter einer konkav-konvexen Verdachung, dort befindet sich das Familienwappen der Familie von Hagen. Die Straßenansicht wird durch Pilaster gegliedert, jeweils mehrere Fenster auch unterschiedlicher Größe werden zu Gruppen zusammengefasst.

## Geschichte
1907 beantragte der Oberstleutnant Christian Friedrich Leopold Freiherr vom Hagen den Bau eines Wohnhauses. Nach dem Entwurf des Architekten Oskar Menzel erfolgte bis September 1908 der Neubau.
Später war das Anwesen im Besitz des Oberstleutnants Hans von Erdmannsdorff.
Zu DDR-Zeiten war dort das Kinderheim Lotte Rotholz untergebracht, das 1974 in die Villa Wach im Augustusweg 62 verlegt wurde.
Heute wird das Gebäude von seinen Eigentümern als Rechtsanwaltskanzlei genutzt.